# Daubitz
Daubitz (Oppersorbisch: Dubc) is een plaats in de Duitse gemeente Rietschen, deelstaat Saksen.

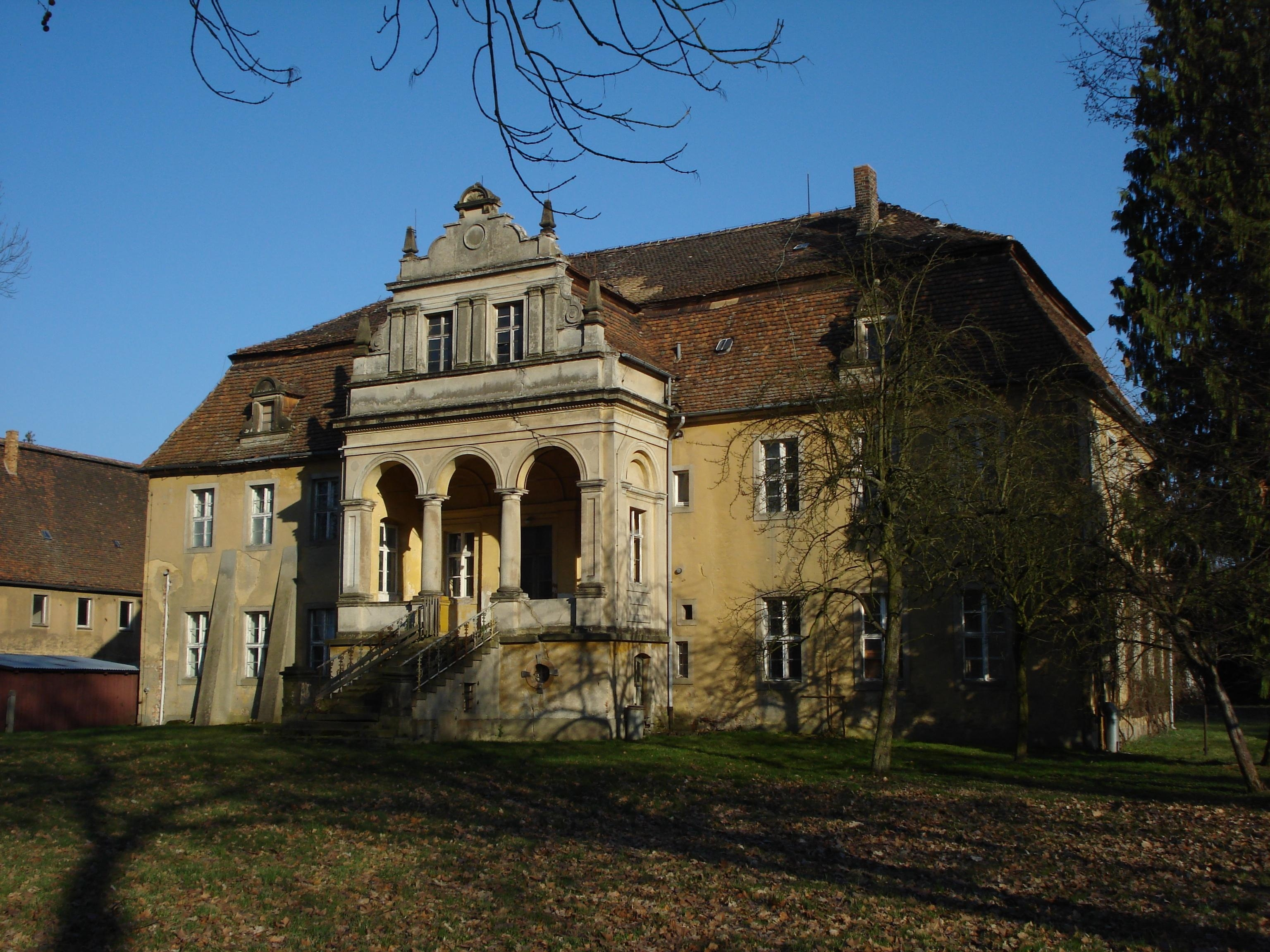
Slot